# Selección masculina de rugby 7 de Francia
La selección masculina de rugby 7 de Francia es el equipo nacional de la modalidad de rugby 7 (7 jugadores) gestionado por la Federación Francesa de Rugby y entre las principales competencias que se presenta está: la Copa Mundial y la Serie Mundial de la World Rugby.
En la Serie Mundial, Francia ha obtenido el primer puesto en Francia 2005 y Estados Unidos 2024.

## Palmarés
- Juegos Olímpicos (1): 2024

- Serie Mundial (1): 2023-24

- - Seven de Francia (1): 2005

- - Seven de Estados Unidos (1): 2024

- - Seven de España (1): 2024

- Rugby Europe Sevens (4): 2014, 2015, 2024, 2025

- Seven de Punta del Este (1): 1997

- Juegos Olímpicos de la Juventud (1): 2014

## Participación en copas
| - Edimburgo 1993: 15.º puesto - Hong Kong 1997: 5.º puesto - Mar del Plata 2001: 21..eɽ puesto - Hong Kong 2005: 5.º puesto - Dubái 2009: 13.º puesto - Moscú 2013: 5.º puesto - San Francisco 2018: 8.º puesto - Ciudad del Cabo 2022: 6º puesto - European Sevens Championship 2002: 4.º puesto - European Sevens Championship 2003: 2.º puesto - European Sevens Championship 2004: 5.º puesto - European Sevens Championship 2005: 4.º puesto - European Sevens Championship 2006: 4.º puesto - European Sevens Championship 2007: 2.º puesto - European Sevens Championship 2008: no participó - European Sevens Championship 2009: 2.º puesto - European Sevens Championship 2010: 2.º puesto - Sevens Grand Prix Series 2011: 5.º puesto - Sevens Grand Prix Series 2012: 3..eɽ puesto - Sevens Grand Prix Series 2013: 2.º puesto - Sevens Grand Prix Series 2014: Campeón - Sevens Grand Prix Series 2015: Campeón - Sevens Grand Prix Series 2016: 2.º puesto - Sevens Grand Prix Series 2017: 6.º puesto - Sevens Grand Prix Series 2018: 6.º puesto - Sevens Grand Prix Series 2019: 2.º puesto - Río 2016: 7º puesto - Tokio 2020: No clasificó - París 2024: 1º puesto | - Akita 2001: 4º puesto - Duisburgo 2005: 5º puesto - Kaohsiung 2009: no participó - Cali 2013: 4º puesto - Serie Mundial 99-00: 8º puesto (34 pts) - Serie Mundial 00-01: 13º puesto (12 pts) - Serie Mundial 01-02: 9º puesto (20 pts) - Serie Mundial 02-03: 8º puesto (20 pts) - Serie Mundial 03-04: 7º puesto (37 pts) - Serie Mundial 04-05: 8º puesto (30 pts) - Serie Mundial 05-06: 7º puesto (50 pts) - Serie Mundial 06-07: 8º puesto (28 pts) - Serie Mundial 07-08: 12º puesto (8 pts) - Serie Mundial 08-09: 13..eɽ puesto (8 pts) - Serie Mundial 09-10: 13..eɽ puesto (0 pts) - Serie Mundial 10-11: 10.º puesto (12 pts) - Serie Mundial 11-12: 9.º puesto (73 pt) - Serie Mundial 12-13: 9.º puesto (87 pts) - Serie Mundial 13-14: 10.º puesto (68 pts) - Serie Mundial 14-15: 11.º puesto (61 pts) - Serie Mundial 15-16: 11.º puesto (85 pts) - Serie Mundial 16-17: 11.º puesto (66 pts) - Serie Mundial 17-18: 13..eɽ puesto (53 pts) - Serie Mundial 18-19: 8.º puesto (99 pts) - Serie Mundial 19-20: 6.º puesto (74 pts) - Serie Mundial 20-21: no participó - Serie Mundial 21-22: 7.º puesto (81 pts) - Serie Mundial 22-23: 4º puesto (151 pts) - SVNS 23-24: Campeón - SVNS 24-25: 5º puesto |